# Дряновский монастырь
Дряновский монастырь (болг. Дряновският манастир Свети Архангел Михаил) — действующий православный мужской монастырь в Болгарии. Расположен в горном ущелье, близ рек Дряново и Андака, в 5 км к юго-западу от болгарского города  Дряново. Это один из крупнейших и хорошо сохранившихся монастырей в регионе Тырново. Монастырь посвящён архангелу Михаилу.
Изначально монастырь располагался в 2 км севернее настоящего местонахождения, в местечке Малый Архангел. Основан в 1187 году тырновскими боярами, братьями Петром и Асеном. Основание обители было связано с переносом мощей святого Михаила Война из Потуки в Тырновград. В честь этого события и была основана обитель. В XIV веке монастырь был одним из главных центров распространения учения исихазма в болгарских землях. Но был полностью разрушен в XV веке во время турецкого завоевания Болгарии. В конце XVII века монастырь восстановили в новом месте под названием «Большой Архангел». Современный облик Дряновский монастырь приобрел в конце XVII столетия. Старая главная церковь с единственным нефом находилась наполовину в земле. Сейчас на её месте стоит новая. Крупную реконструкцию в монастыре провели в 40-х годах XIX века: был построен новый кафоликон (1845 год), возведены новые братские корпуса и музей. В 1925 году к кафоликону была пристроена колокольня. Монастырь был крупным культурным центром северной Болгарии, с XVII века в нём находилась библиотека, собрание которой в настоящее время хранится в библиотеке Национального церковного историко-археологического музея в Софии.
Монастырь в XIX веке был центром болгарского национально-освободительного движения. В нём находили убежище Васил Левски и Георгий Измирлев. Во время апрельского восстания 1876 года монастырь использовали как крепость.
В то время во дворе монастыря когда-то находилась небольшая церковь Успения Пресвятой Богородицы с иконостасом работы мастера Н. Ионкова. После освобождения Болгарии от турецких завоевателей на её месте построили часовню-усыпальницу для увековечивания памяти, погибших повстанцев отряда отца Харитона и Бачо Киро.
В известняковой горе, расположенной в 300 м. от монастыря, на высоте 355 м. над уровнем моря расположена карстовая пещера Бачо Киро (Bacho Kiro Cave) с причудливыми натёчными образованиями.
Эффектное освещение предоставляет посетителям возможность увидеть причудливые образования природы, которые поручили свои названия в зависимости от того, на что они похожи: Дождливый зал с Каменным цветком, Тополя, Озеро счастья, Концертный зал, Медузы, Медвежий каток, Медвежья поляна, Одинокий сталактон, Зал попа Харитона и другие. Также в пещере были обнаружены останки людей эпохи Палеолита.

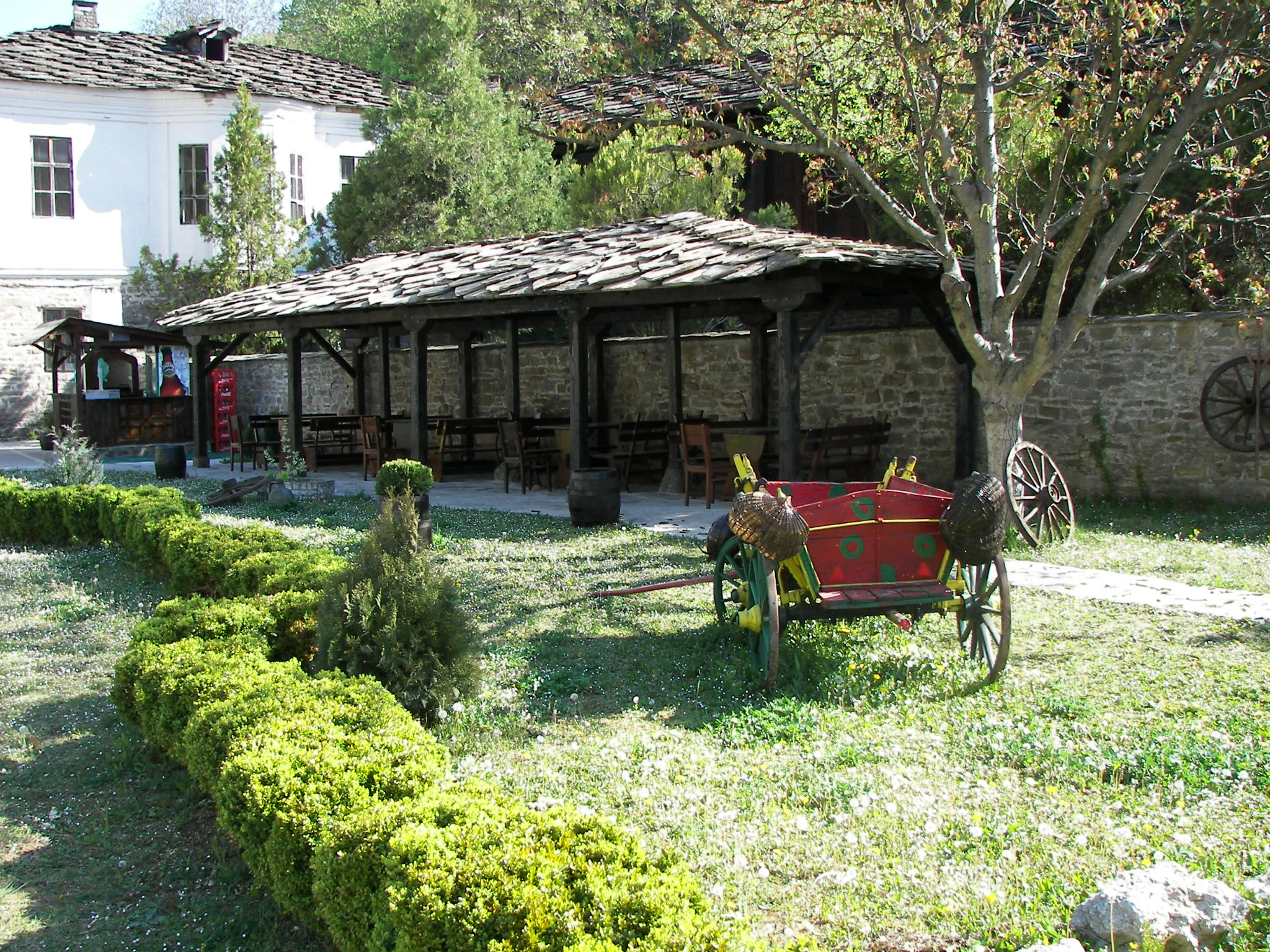
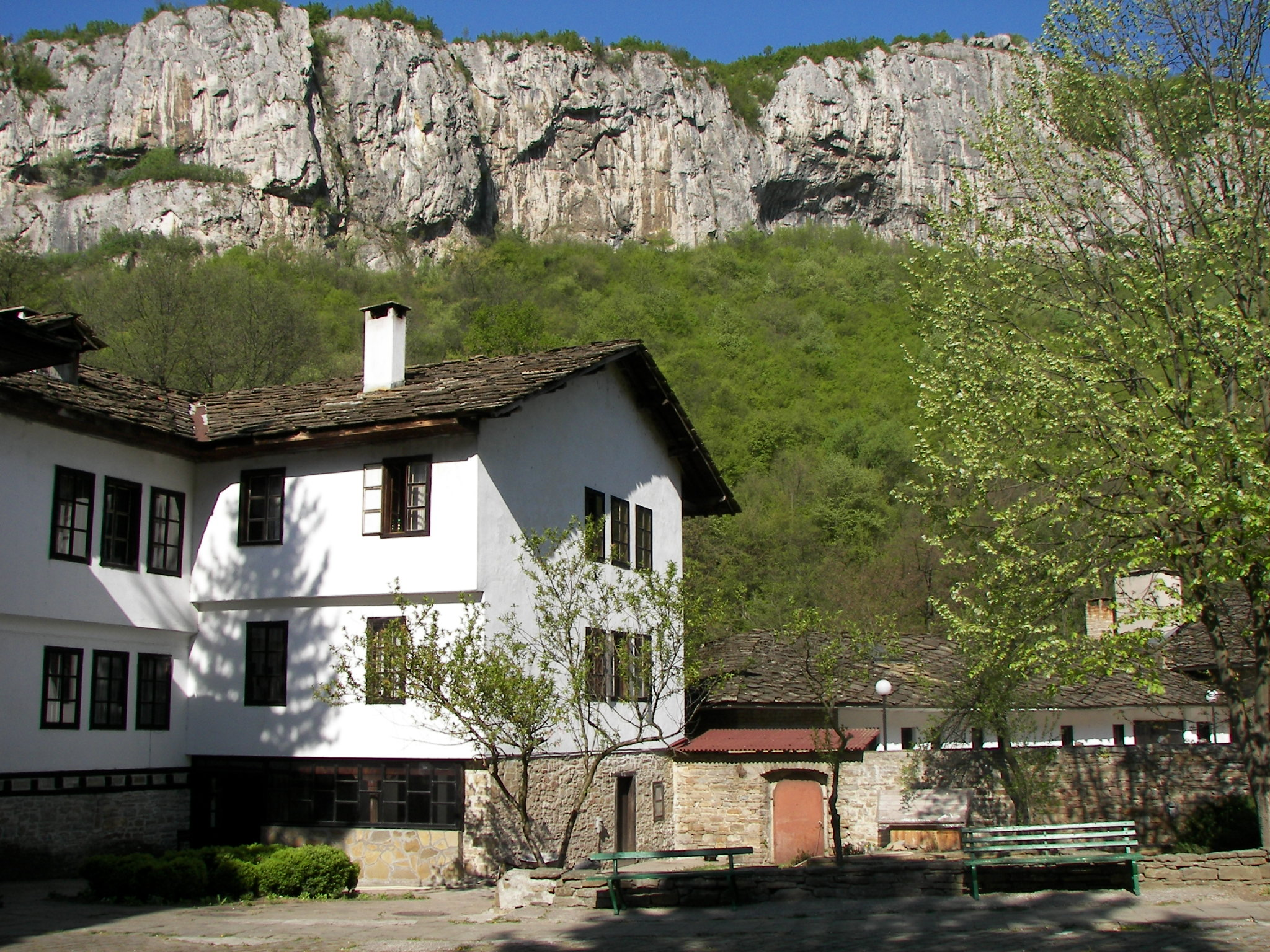
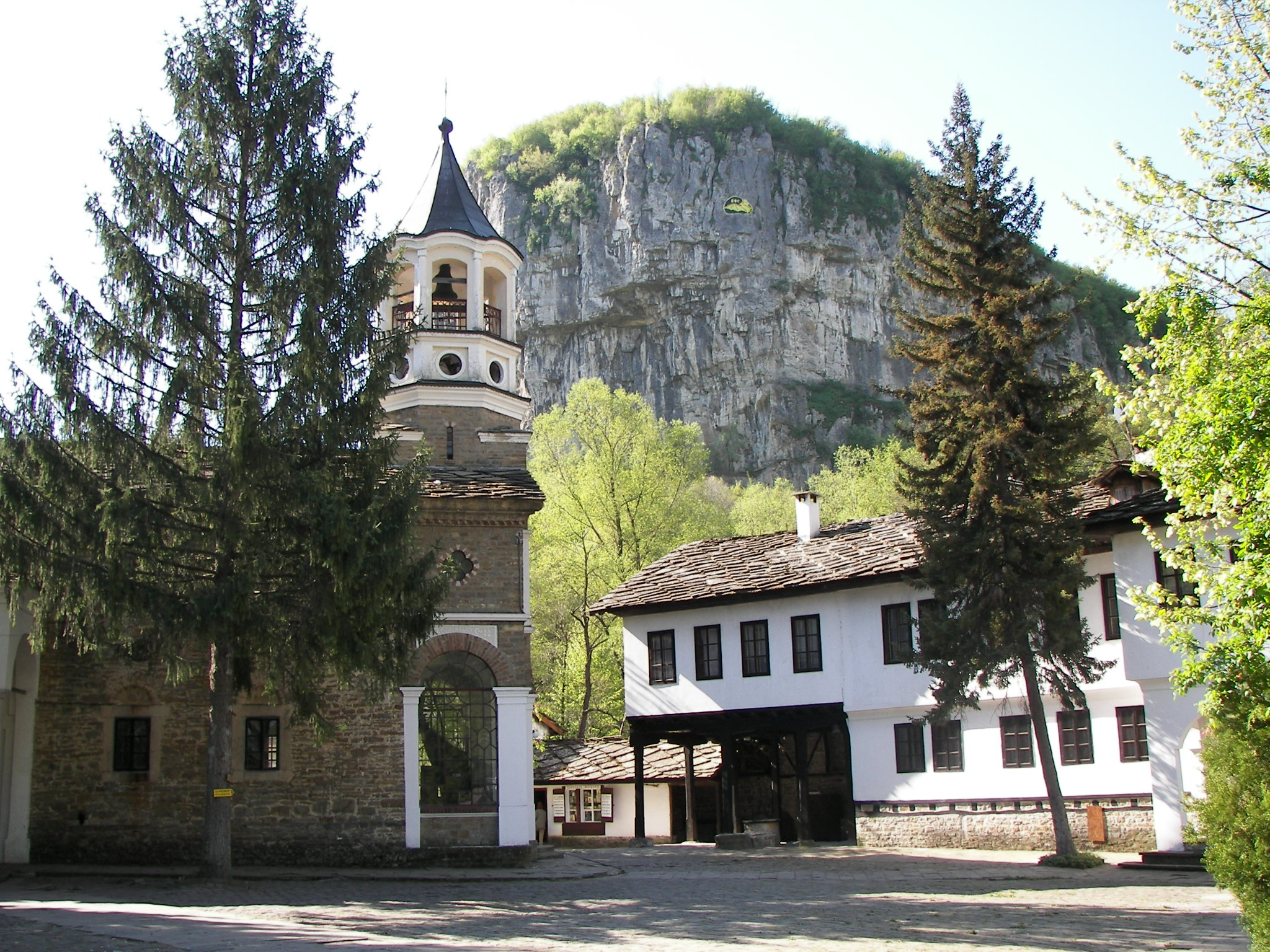
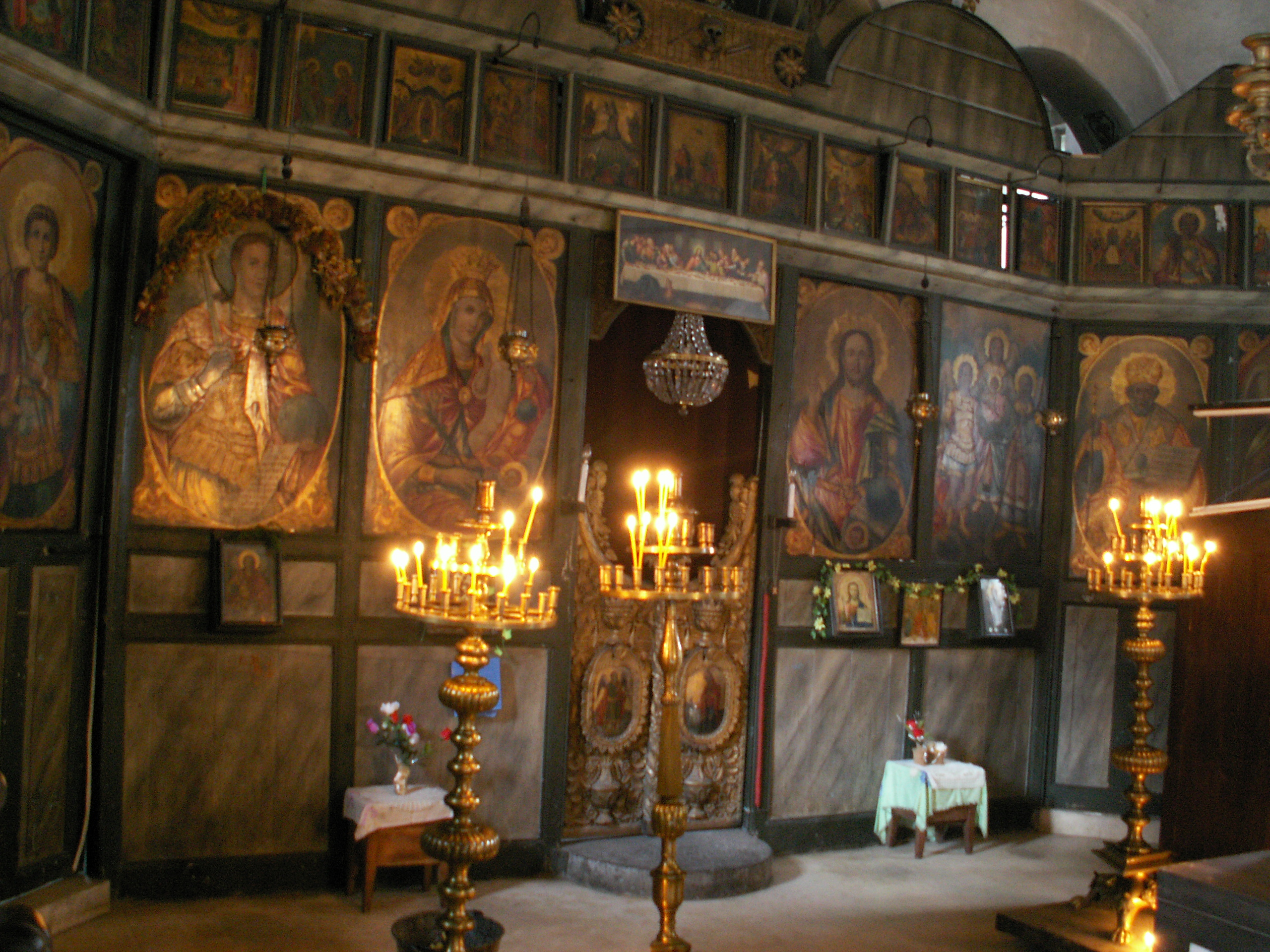